# Lakojauratj (Arjeplogs socken, Lappland, 739462-154485)
Lakojauratj är en sjö i Arjeplogs kommun i Lappland och ingår i Skellefteälvens huvudavrinningsområde. Sjön har en area på 0,15 kvadratkilometer och ligger 872,7 meter över havet.

## Delavrinningsområde
Lakojauratj ingår i det delavrinningsområde (739395-154382) som SMHI kallar för Utloppet av Luleb Luoitaure. Medelhöjden är 776 meter över havet och ytan är 43,52 kvadratkilometer. Räknas de 10 avrinningsområdena uppströms in blir den ackumulerade arean 208,92 kvadratkilometer. Tjidtjakjåkkå som avvattnar avrinningsområdet har biflödesordning 3, vilket innebär att vattnet flödar genom totalt 3 vattendrag innan det når havet efter 344 kilometer. Avrinningsområdet består mestadels av skog (31 procent) och kalfjäll (59 procent). Avrinningsområdet har 4,06 kvadratkilometer vattenytor vilket ger det en sjöprocent på 9,3 procent.